# Giovanni Galeati
Giovanni Galeati (né le 18 février 1901 à Castel Bolognese, dans la province de Ravenne, en Émilie-Romagne et mort le 7 janvier 1959 à Bologne) était un arbitre italien de football. Il fut arbitre de 1928 à 1953.

## Carrière
Giovanni Galeati a officié dans des compétitions majeures : 
- Coupe d'Italie de football 1941-1942 (finale retour)
- Coupe du monde de football de 1950 (3 matchs)